# Нагороди ФІФА для найкращих 2018
Нагороди ФІФА для найкращих 2018 року — вшанування найкращих футболістів, тренерів та команд 2018 року, що проходило в «Royal Festival Hall» у Лондоні 24 вересня 2018 року.

## Переможці та номінанти (чоловіки)

### Найкращий футболіст світу
| №              | Гравець           | Клуб             | Національність | Капітани (%) | Тренери (%) | Журналісти (%) | Вболівальники (%) | Разом (%) |
| Фіналісти      | Фіналісти         | Фіналісти        | Фіналісти      | Фіналісти    |             |                |                   |           |
| -------------- | ----------------- | ---------------- | -------------- | ------------ | ----------- | -------------- | ----------------- | --------- |
| 1              | Лука Модрич       | Реал             | Хорватія       | 29.96 %      | 34.97 %     | 35.52 %        | 15.76 %           | 29.05 %   |
| 2              | Кріштіану Роналду | - Реал - Ювентус | Португалія     | 24.14 %      | 15.36 %     | 19.51 %        | 17.31 %           | 19.08 %   |
| 3              | Мохаммед Салах    | Ліверпуль        | Єгипет         | 9.26 %       | 5.36 %      | 6.68 %         | 23.62 %           | 11.23 %   |
| Інші кандидати |                   |                  |                |              |             |                |                   |           |
| 4              | Кіліан Мбаппе     | ПСЖ              | Франція        | 11.18 %      | 10.92 %     | 13.43 %        | 6.56 %            | 10.52 %   |
| 5              | Ліонель Мессі     | Барселона        | Аргентина      | 10.19 %      | 6.73 %      | 5.16 %         | 17.16 %           | 9.81 %    |
| 6              | Антуан Грізманн   | Атлетіко         | Франція        | 3.57 %       | 8.56 %      | 10.19 %        | 4.44 %            | 6.69 %    |
| 7              | Еден Азар         | Челсі            | Бельгія        | 5.09 %       | 9.02 %      | 2.58 %         | 5.91 %            | 5.65 %    |
| 8              | Кевін Де Брейне   | Манчестер Сіті   | Бельгія        | 3.24 %       | 5.23 %      | 2.18 %         | 3.51 %            | 3.54 %    |
| 9              | Рафаель Варан     | Реал             | Франція        | 3.04 %       | 2.75 %      | 3.90 %         | 4.11 %            | 3.45 %    |
| 10             | Гаррі Кейн        | Тоттенгем        | Англія         | 0.33 %       | 1.11 %      | 0.86 %         | 1.62 %            | 0.98 %    |

### Найкращий воротар світу
| №         | Воротар         | Клуб      | Національність | Голоси (%) |
| Фіналісти | Фіналісти       | Фіналісти | Фіналісти      | Фіналісти  |
| --------- | --------------- | --------- | -------------- | ---------- |
| 1         | Тібо Куртуа     | - Челсі   | Бельгія        | 59.60 %    |
| 2         | Уго Льоріс      | Тоттенгем | Франція        | 30.30 %    |
| 3         | Каспер Шмейхель | Лестер    | Данія          | 11.10 %    |

### Найкращий тренер світу
| №              | Тренер               | Команда        | Голоси (%) |           |
| Фіналісти      | Фіналісти            | Фіналісти      | Фіналісти  | Фіналісти |
| -------------- | -------------------- | -------------- | ---------- | --------- |
| 1              | Дідьє Дешам          | Франція        | 30.52 %    |           |
| 2              | Зінедін Зідан        | Реал Мадрид    | 25.74 %    |           |
| 3              | Златко Далич         | Хорватія       | 11.81 %    |           |
| Інші кандидати |                      |                |            |           |
| 4              | Пеп Гвардіола        | Манчестер Сіті | 11.46 %    |           |
| 5              | Юрген Клопп          | Ліверпуль      | 7.18 %     |           |
| 6              | Дієго Сімеоне        | Атлетіко       | 3.23 %     |           |
| 7              | Роберто Мартінес     | Бельгія        | 2.61 %     |           |
| 8              | Ернесто Вальверде    | Барселона      | 2.39 %     |           |
| 9              | Станіслав Черчесов   | Росія          | 2.14 %     |           |
| 10             | Гарет Саутгейт       | Англія         | 1.57 %     |           |
| 11             | Массіміліано Аллегрі | Ювентус        | 1.35 %     |           |

### Збірна футболістів ФІФА
| Гравець           | Клуб                    |
| Воротар           | Воротар                 |
| ----------------- | ----------------------- |
| Давід де Хеа      | Манчестер Юнайтед       |
| Захисники         |                         |
| Серхіо Рамос      | Реал Мадрид             |
| Рафаель Варан     | Реал Мадрид             |
| Дані Алвес        | Парі Сен-Жермен         |
| Марсело           | Реал Мадрид             |
| Півзахисники      |                         |
| Еден Азар         | Челсі                   |
| Н'Голо Канте      | Челсі                   |
| Лука Модрич       | Реал Мадрид             |
| Нападники         |                         |
| Ліонель Мессі     | Барселона               |
| Кріштіану Роналду | - Реал Мадрид - Ювентус |
| Кіліан Мбаппе     | Парі Сен-Жермен         |

## Переможці та номінанти (жінки)

### Найкраща футболістка світу
| №               | Гравець          | Клуб                                      | Національність | Голоси (%) |
| Фіналістки      | Фіналістки       | Фіналістки                                | Фіналістки     | Фіналістки |
| --------------- | ---------------- | ----------------------------------------- | -------------- | ---------- |
| 1               | Марта            | Орландо Прайд                             | Бразилія       | 14.73 %    |
| 2               | Дженіфер Марожан | Ліон                                      | Німеччина      | 12.86 %    |
| 3               | Ада Хегерберг    | Ліон                                      | Норвегія       | 12.60 %    |
| Інші кандидатки |                  |                                           |                |            |
| 4               | Меган Рапіноу    | Сіетл Рейн                                | США            | 11.64 %    |
| 5               | Пернілле Хардер  | Вольфсбург                                | Данія          | 10.08 %    |
| 6               | Люсі Бронз       | Ліон                                      | Англія         | 8.65 %     |
| 7               | Амандін Анрі     | Ліон                                      | Франція        | 8.11 %     |
| 8               | Венді Ренар      | Ліон                                      | Франція        | 7.89 %     |
| 9               | Сем Керр         | - Перт Глорі - Скай Блу - Чикаго Ред Стар | Австралія      | 6.78 %     |
| 10              | Кумаґай Сакі     | Ліон                                      | Японія         | 6.66 %     |

### Найкращий тренер жіночих команд світу
| №              | Тренер                  | Команда        | Голоси (%) |           |
| Фіналісти      | Фіналісти               | Фіналісти      | Фіналісти  | Фіналісти |
| -------------- | ----------------------- | -------------- | ---------- | --------- |
| 1              | Рейнальд Педрос         | Ліон           | 23.15 %    |           |
| 2              | Саріна Вігман           | Нідерланди     | 15.31 %    |           |
| 3              | Асако Такакура          | Японія         | 12.80 %    |           |
| Інші кандидати |                         |                |            |           |
| 4              | Емма Хейс               | Челсі          | 10.73 %    |           |
| 5              | Стефан Лерх             | Вольфсбург     | 9.21 %     |           |
| 6              | Мартіна Фосс-Текленбург | Швейцарія      | 7.42 %     |           |
| 7              | Вадао                   | Бразилія       | 6.66 %     |           |
| 8              | Хорхе Вілда             | Іспанія        | 5.93 %     |           |
| 9              | Марк Персонс            | Портленд Торнс | 5.04 %     |           |
| 10             | Ален Стайчіч            | Австралія      | 3.75 %     |           |

## Переможці та номінанти (змінаші нагороди)

### Премія за чесну гру Fair Play
| Переможець | Причина |
| ---------- | --- |
| Леннарт Ті | Пропустив гру у чемпіонаті Нідерландів проти ПСВ, щоб здати кров для складної операції — трансплантації стовбурових клітин хворій на лейкемію дитині. |

### Нагорода імені Ференца Пушкаша
| №                       | Гравець                               | Матч                           | Змагання                      | Дата           | Голоси (%) |           |
| Фіналісти               | Фіналісти                             | Фіналісти                      | Фіналісти                     | Фіналісти      | Фіналісти  | Фіналісти |
| ----------------------- | ------------------------------------- | ------------------------------ | ----------------------------- | -------------- | ---------- | --------- |
| 1                       | Мохаммед Салах                        | Ліверпуль — Евертон            | Прем'єр-ліга 2017—2018        | 10 грудня 2017 | 38 %       |           |
| 2                       | Кріштіану Роналду                     | Ювентус — Реал                 | Ліга чемпіонів УЄФА 2017—2018 | 3 квітня 2018  | 22 %       |           |
| 3                       | Джорджіан Де Арраскаета               | Крузейро — Америка Мінейру     | Ліга Мінейро 2018             | 4 лютого 2018  | 17 %       |           |
| Інші кандидати          |                                       |                                |                               |                |            |           |
|                         | Гарет Бейл                            | Реал — Ліверпуль               | Ліга чемпіонів УЄФА 2017—2018 | 26 травня 2018 | 23 %       |           |
| Денис Черишев           | зб. Росії — зб. Хорватії              | Чемпіонат світу з футболу 2018 | 7 липня 2018                  |                | 23 %       |           |
| Лазарос Христодулопулос | АЕК — Олімпіакос                      | Грецька Суперліга 2017—2018    | 24 вересня 2017               |                | 23 %       |           |
| Райлі Макгрі            | Ньюкасл Юнайтед Джетс — Мельбурн Сіті | A-Ліга 2017—2018               | 27 квітня 2018                |                | 23 %       |           |
| Ліонель Мессі           | зб. Нігерії — зб. Аргентини           | Чемпіонат світу з футболу 2018 | 26 червня 2018                |                | 23 %       |           |
| Бенжамен Павар          | зб. Франції — зб. Аргентини           | Чемпіонат світу з футболу 2018 | 30 червня 2018                |                | 23 %       |           |
| Рікарду Куарежма        | зб. Ірану — зб. Португалії            | Чемпіонат світу з футболу 2018 | 25 червня 2018                |                | 23 %       |           |

### Нагорода вболівальників
Нагорода відзначає найкращі фанатські моменти чи жести у період з вересня 2017 року по липень 2018 року, незалежно від чемпіонату, статі чи національності. Трійку номінантів було оголошено 3 вересня 2018 року.
Переможцями стали вболівальники зб. Перу — 74 % голосів.
| № | Фан(и)                          | Матч                                 | Змагання                       | Дата           | Голоси (%) |
| - | ------------------------------- | ------------------------------------ | ------------------------------ | -------------- | ---------- |
| 1 | Фани зб. Перу                   | Різні                                | Чемпіонат світу з футболу 2018 | Червень 2018   | 74 %       |
| 2 | Себастьян Каррера               | Кокімбо Унідо — Депортес Пуерто-Монт | Чемпіонат Чилі (2 дивізіон)    | 22 жовтня 2017 | 19 %       |
| 3 | Фани зб. Японії та зб. Сенегалу | Різні                                | Чемпіонат світу з футболу 2018 | Червень 2018   | 7 %        |